# Cavertitz
Cavertitz es un municipio situado en el distrito de Sajonia Septentrional, en el estado federado de Sajonia (Alemania), a una altitud de 100 metros. Su población a finales de 2016 era de unos 2200 habitantes y su densidad poblacional, 32 hab/km².